# Josef Ivan Peša
Josef Ivan Peša OSA (23. prosince 1915, Olešnice – 30. října 1996) byl český katolický kněz, řeholník z řádu augustiniánů, pronásledovaný komunistickým režimem, nositel augustiniánské řádové tradice v České Lípě v období komunistické totality.

## Život
Rodák z moravské Olešnice vystudoval teologii na Karlově univerzitě v Praze. V roce 1939 složil věčné sliby v řádu augustiniánů a 29. června 1940 byl v Praze vysvěcen na kněze. Jeho prvním kněžským působištěm byl kostel u sv. Tomáše v Praze, a poté odešel do augustiniánské komunity v Dolním Ročově. Dne 26. dubna 1950 byl v rámci Akce K, kterou pořádala Státní bezpečnost internován do kláštera Osek u Duchcova. Po internaci je mu uložena tříletá vojenská služba u PTP. Po ukončení vojenské služby je mu odepřen státní souhlas a nastupuje do civilního zaměstnání. Návrat do duchovenské služby je u něho možný, až když se v roce 1968 vrátil kardinál Štěpán Trochta do litoměřické diecéze. Trochtovým záměrem bylo, aby se do České Lípy vrátili v rámci obnovy řeholního života augustiniáni. Stalo se tak v osobě Pešy, který dostal od státních orgánů souhlas s výkonem duchovenské činnosti a od 1. července 1969 začal působit v České Lípě, i když nesídlil v augustiniánském klášteře, ale na městské faře. Kromě duchovní správy v České Lípě (in urbe), excurrendo administroval i farnosti Česká Lípa - in suburbio, Dobranov, Kvítkov a Stružnici.
Pešovým nástupem do České Lípy, která byla po staletí působištěm augustiniánů, nastává velká obroda náboženského života. Pešovi se zároveň daří ve skromných poměrech reálného socialismu v roce 1972 obnovit českolipský kostel sv. Máří Magdalény a provést zde reformu liturgického prostoru v duchu II. vatikánského koncilu. Mimo jiné umístil nad vchod do sakristie kostela sochu sv. Jana Nepomuckého, z dílny Jiřího Pacáka, která byla přenesena z kostela v Dobranově. Nejvýraznější bylo však jeho více než dvacetileté působení v bazilice Všech svatých, protože v jeho osobě byla, po 19 letech, tak jak si to přál Trochta, navázána kontinuita na augustiniány, kteří v přilehlém klášteře působili až do roku 1950. K jeho kolatuře (farnímu obvodu) patřily i vesnice v okolí České Lípy, a tak byl často v 80. letech 20. století vídán, jak celebruje i v menších kapličkách, například v kapli ve Vlčím Dole aj.
V roce 1992 v České Lípě těžce onemocněl, a k 1. lednu 1993 odešel na odpočinek. Odstěhoval se pak k příbuzným do rodné Olešnice na Moravě. Zemřel pak po vleklých obtížích 30. října 1996. Poslední rozloučení s ním se konalo v rodné obci 9. listopadu 1996. Zde byl také pochován.